# 1967 v dopravě
Tento článek obsahuje seznam událostí souvisejících s dopravou, které proběhly roku 1967.

## Události

### Československo
- 6. července – Na trati Plzeň – Cheb bylo uvedeno do provozu dálkově ovládané zabezpečovací zařízení jako na první železniční trati v Československu. 8. listopadu t. r. byl na této trati uveden do provozu první úsek s elektrickou trakcí Plzeň – Svojšín.
- 12. září – První elektrické vlaky se rozjely na trati z Brna do Břeclavi.

### Svět
- 3. září – Ve Švédsku byl na silnicích zaveden pravostranný provoz.